# 炒花
炒花（?—?），又作抄花、炒哈、爪儿图、洪巴图鲁、叶赫巴图鲁、舒哈克卓哩克图鸿巴图尔等，孛儿只斤氏，明末内喀尔喀五部首领，达延汗曾孙，阿尔楚博罗特的孙子，和尔朔齐哈萨尔第五子。
炒花占领了福余卫旧地，驻牧在广宁东北辽河河套一带，史称炒花五大营。隆庆年间，他势力不强，跟随兄长速把亥攻打明朝广宁地区。和察哈尔部仇杀。万历初年，势力开始强大，和速把亥、黑石炭、董狐狸一起攻打明朝辽东。被李成梁多次击败。1582年，速把亥被明军射死，他和察哈尔部联合为兄长报仇，又和海西女真冲突。建州女真努尔哈赤兴起后，和他对抗，炒花与明朝关系有所缓和。1615年，和明朝在辽东木市、马市互市。1619年，他的侄孙宰赛部被努尔哈赤击破，他被迫和后金结盟，一起对付明朝。1626年，被后金击败，内喀尔喀被征服。